# David Pastrňák
David Pastrňák (ur. 25 maja 1996 w Havířovie, Czechy) – hokeista czeski, gracz ligi NHL, reprezentant Czech.

## Kariera klubowa
- Södertälje SK (7.06.2012 – 15.07.2014)
- Boston Bruins (15.07.2014 –
  -  Providence Bruins (2014 – 2015)

## Kariera reprezentacyjna
- Reprezentant Czech na MŚJ U-18 w 2013
- Reprezentant Czech na MŚJ U-18 w 2014
- Reprezentant Czech na MŚJ U-20 w 2014
- Reprezentant Czech na MŚJ U-20 w 2015
- Reprezentant Czech na MŚJ U-20 w 2016
- Reprezentant Czech na MŚ w 2016
- Reprezentant Czech na PŚ w 2016
- Reprezentant Czech na MŚ w 2017
- Reprezentant Czech na MŚ w 2018

## Sukcesy
Reprezentacyjne
- Srebrny medal mistrzostw świata juniorów do lat 18: 2014
- Brązowy medal mistrzostw świata: 2022

Indywidualne
- Występ w Meczu Gwiazd ligi AHL w sezonie 2014-2015
- Występ w Meczu Gwiazd NHL w sezonie  2018-2019
- Mistrzostwa Świata w Hokeju na Lodzie 2022 (elita):
  - Pierwsze miejsce w klasyfikacji strzelców w turnieju: 7 goli[1]